# Хольм, Бриан
Бриан Хольм Соренсен (дат. Brian Holm Sørensen; род. 2 октября 1962,  Копенгагене, Дания) — датский профессиональный шоссейный велогонщик в 1986-1998 годах. Чемпион Дании в групповой гонке (1990). С 2012 года спортивный директор команды «Quick-Step Floors».

## Допинг
В своей автобиографии 2002 года Бриан Хольм признался, что употреблял допинг в 1990-х годах, но не указал подробностей. В мае 2007 года он пояснил, что дважды принимал ЭПО во время сезона 1996 года. 

## Достижения

### Шоссе
1980
1-й  Чемпион Дании — Групповая гонка (юниоры)
1-й  Чемпион Дании — Командная гонка с раздельным стартом (юниоры)
2-й Чемпионат Дании — Индивидуальная гонка (юниоры)
3-й   Чемпионат мира (юниоры) - Командная гонка с раздельным стартом
3-й Чемпионат Дании — Командная гонка с раздельным стартом (любители)
1983
1-й - Дуо Норман (вместе с Жаком Ольсеном)
1-й — Этап 7 (ИГ) Тур Швеции
1984
1-й - Grand Prix de la Ville de Lillers
2-й - Grand Prix François-Faber
4-й Чемпионат мира — Групповая гонка (любители)
1986
1-й - Circuit des frontières
3-й - Трофей Бараччи (вместе с Йеспером Скиббю)
1988
2-й - Grand Prix de la Libération
1989
3-й - Grand Prix de la Libération
1990
1-й  Чемпион Дании — Групповая гонка
1-й — Этап 4 (ИГ) Париж — Ницца
1-й — Этап 3 Tour d'Armorique
1-й — Этап 2 Tour de l'Oise et de la Somme
6-й - Гент — Вевельгем
1991
1-й - Париж — Камамбер
1-й - Париж — Брюссель
1992
2-й - Omloop van de Vlaamse Scheldeboorden
1994
3-й - Гран-при Денена
1995
2-й Чемпионат Дании — Групповая гонка
1996
3-й - Дварс дор Фландерен
7-й - Париж — Рубе
1997
3-й - E3 Харелбеке
1998
1-й — Этап 3 Тур Дании

### Трек
1983
1-й  Чемпион Дании - Командная гонка преследования (любители)
1984
1-й  Чемпион Дании - Командная гонка преследования (любители)

## Статистика выступлений

### Гранд-туры
| Гранд-тур                 | 1987 | 1988 | 1989 | 1990 | 1991 | 1992 | 1993 | 1994 | 1995 | 1996 |
| ------------------------- | ---- | ---- | ---- | ---- | ---- | ---- | ---- | ---- | ---- | ---- |
| Джиро д’Италия            | 100  | —    | —    | —    | —    | —    | —    | —    | —    | —    |
| Тур де Франс              | 110  | —    | 109  | 60   | 124  | 76   | 77   | —    | —    | 107  |
| (c 2010 ) Вуэльта Испании | —    | —    | 101  | —    | —    | —    | —    | —    | —    | —    |

| —  | Не участвовал  |
| НФ | Не финишировал |